# هرینگن
شهر هرینگندر ایالت هسن در کشور آلمان واقع شده‌است.